# 旭川市科学館 サイパル
旭川市科学館 サイパル（あさひかわしかがくかん サイパル）は、北海道上川支庁管内、旭川市の中心部にある北海道最大級の科学館。プラネタリウムなどの施設を備える。

## 概要
1963年（昭和38年）に前身となる「旭川市青少年科学館」が常磐公園内に開館。
同館を2005年（平成17年）1月30日をもって閉館し、同年7月23日には北彩都あさひかわ地区に新築移転して「旭川市科学館 サイパル」として再開館した。

## 施設・設備

### 常設展示

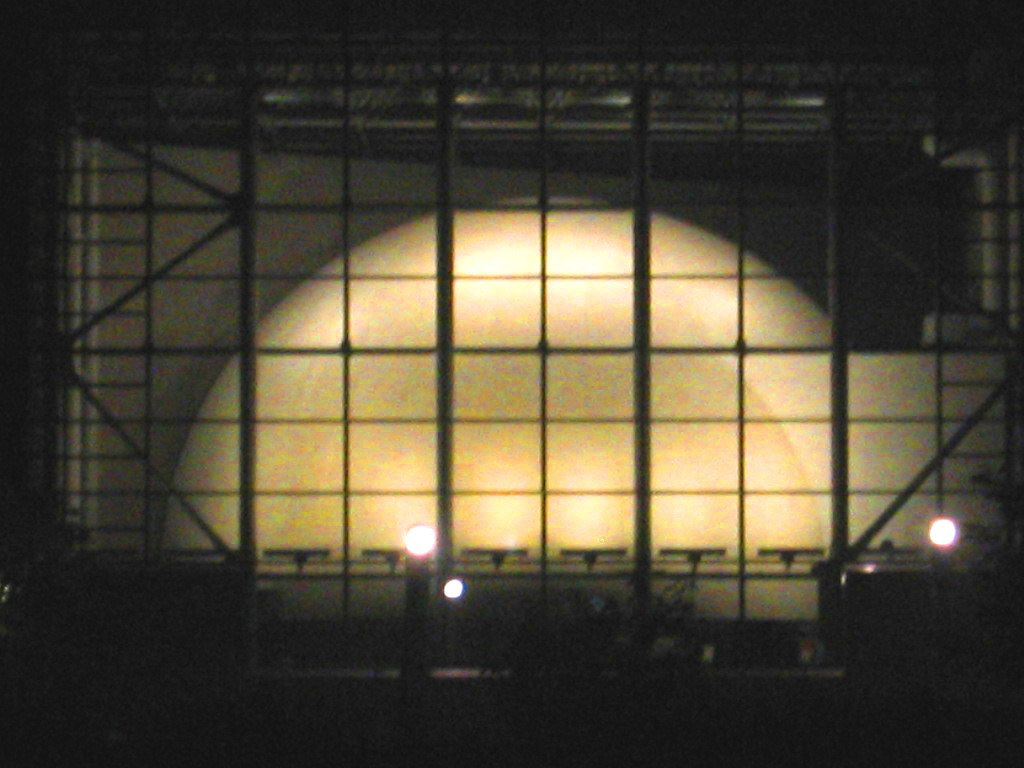
旭川市科学館プラネタリウム

- 北国コーナー[4]

低温実験室などがある。
- 地球コーナー[4]
- 宇宙コーナー[4]

NASAの訓練機材であり、低重力状態を疑似体験できるムーンジャンプ、無重力状態を疑似体験できる宇宙ゴマなどの設備がある。

### 施設
- プラネタリウム[1]

投影機はカールツァイス社製STARMASTER ZMP、ドーム直径18m、客席は全170席。
- 天文台[6]

65cmカセグレン式反射望遠鏡、20cm屈折望遠鏡があり、昼間の惑星観測などを体験できる。
- 雪冷房

冬期間に周辺の駐車場などに積もった雪を隣接する建物の内部に貯蔵しておき、夏に2階部分を冷やす雪冷房が稼動している。
- 他に電子工作室、理科実験室などがある。

### 利用
- 開館時間：午前9時30分から午後5時（入館は午後4時30分まで）[7]
- 休館日：毎週月曜日、毎月末の平日、年末年始[7]
- 利用料金：常設展、プラネタリウム、博物館の利用により複数の料金設定がある[7]。1年間有効のパスポートの設定もあり、旭川市旭山動物園とセットのパスポートも設定されている[7]。

### その他
- バリアフリー化状況
道路（大雪通）から入口まで視覚障害者用誘導ブロック有
入口にインターホン・盲導鈴有
身体障害者用駐車場有
エレベーター有
多目的トイレ有
オストメイト対応トイレ有（汚物流しシャワー型）
ベビーシート有（オムツ交換台）
ベビーコーナー有（* 授乳スペース）

## アクセス
- 旭川電気軌道バスで「科学館前」下車[8]。
- 旭川駅から徒歩約25分[8]。